# Гиалуронидаза
Гиалуронида́зы — семейство ферментов, расщепляющих гиалуроновую кислоту на моносахариды, относятся к эндогликозидазам. Помимо гиалуроновой кислоты, они расщепляют другие мукополисахариды кислот.
Гиалуронидазы делятся на три функциональных типа: эндо-β-N-ацетилгексозаминидазы (гиалуронидазы млекопитающих), эндо-β-D-глюкуронидазы (обнаружены у пиявок и нематод), гиалуронатлиазы (микробные гиалуронидазы).
В организме человека гиалуронидазы присутствуют во многих органах и жидкостях тела. На 2020 год известны 6 человеческих гиалуронидаз.
Гиалуронидазы применяются в медицине с начала 1960-х годов.

## Описание
Гиалуронидазы обнаружены в яичках, селезенке, коже, глазах, печени, почках, матке и плаценте..
Гиалуронидазы разеделены на три группы в зависимости от продуктов ферментативной реакции с их участием. Первый тип — гиалуронидазы млекопитающих, которые разрывают β-1,4 гликозидные связи с получением тетрасахаридов, называются гиалуроноглюкозидазами или эндо-β-N-ацетилгексозаминидазы. Второй тип — гиалуронидазы пиявок и нематод, они разрезают β-1,3 гликозидные связи, в результате чего получаются пентасахариды и гексасахариды, это эндо-β-D-глюкуронидазы. Третий тип — микробные гиалуронидазы — являются гиалуронатлиазами, они не катализируют гидролизные реакции, но с помощью реакции β-элиминации при β-1,4 гликозидных связях образуют ненасыщенные дисахариды.
На 2020 год известно шесть функциональных гиалуронидаз человека: Гиалуронидаза-1 (кодируется геном HYAL1), Гиалуронидаза-2 (кодируется геном HYAL2), Гиалуронидаза-3 (кодируется геном HYAL3), Гиалуронидаза-4 (HYAL4) и PH-20 (кодируется геном SPAM1) и Гиалуронидаза-6 (кодируется геном HYALP1). Также псевдоген HYAL6[уточнить]. HYAL1 и HYAL2 являются основными гиалуронидазами и присутствуют в большинстве тканей. HYAL2 отвечает за расщепление высокомолекулярной гиалуроновой кислоты, которая в основном связана с рецептором CD44. Полученные фрагменты различного размера затем дополнительно гидролизуются HYAL1 после интернализации в эндолизосомы, в результате получаются олигосахариды гиалуроновой кислоты
Гены HYAL1-3 сгруппированы в третьей хромосоме, а гены HYAL4-6 сгруппированы в седьмой хромосоме человека.

## История открытия
Впервые о способности экстракта из семенников быка увеличивать проницаемость тканей сообщил Ф. Дюран-Рейналь (F. Duran-Reynals) в 1928 году. Действующий агент был назван фактором распространения (англ. spreading factor), вследствие его способности увеличивать скорость распространения вирусных вакцин от места подкожной инъекции. В 1931 году аналогичный фактор был выделен из сперматозоидов. В 1936—37 годах Карл Мейер с сотр. доказали способность фактора распространения из семенников быка деградировать полисахаридные кислоты, выделенные из стекловидного тела глаза, пупочных канатиков и бактерий рода Streptococcus и показали, что его действие аналогично действию выделенного ими автолитического фермента бактерий рода Pneumococcus. У различных авторов того времени данный фермент имел различные названия: фактор диффузии (англ. diffusing factor), муколитический фермент, муциназа. В 1949 году К. Мейером с сотр. был введен термин гиалуронидаза для обозначения группы ферментов различного происхождения, способных расщеплять кислые мукополисахариды. С этого времени термин «гиалуронидаза» начал использоваться различными авторами как синоним «фактора распространения», что не совсем корректно, поскольку в то время как все гиалуронидазы действуют как фактор диффузии, не все факторы диффузии являются гиалуронидазами.
В 1971 году Карл Мейер (англ. Karl Meyer) сгруппировал гиалуронидазы по продуктам ферментативной реакции.

## Общая классификация и источники
В соответствии с классификацией, данной Карлом Мейером, гиалуронидазы можно разделить на типы с использованием таких признаков как источник фермента, используемые субстраты, условия и тип катализируемой реакции, образующиеся продукты.
- Тип I. Гиалуронидазы тестикулярного типа (гиалуронат-эндо-β-N-ацетилгексозаминидазы, КФ 3.2.1.35)

- Тип Ia. Собственно тестикулярная гиалуронидаза. Содержится в семенниках и в сперме млекопитающих, молоках рыб.
- Тип Ib. Лизосомальная гиалуронидаза. Содержится в лизосомах клеток различных тканей (печень, синовиальная ткань и др.), а также в некоторых физиологических жидкостях (сыворотка крови, синовиальная жидкость и др.)
- Тип Ic. Субмандибулярная гиалуронидаза. Содержится в слюне и слюнных железах млекопитающих, в пчелином и змеином ядах.

- Тип II. Гиалуронидаза слюны пиявок (гиалуронат-эндо-β-глюкуронидаза, КФ 3.2.1.36) Содержится в слюне и слюнных железах пиявок. Впервые была обнаружена в слюне медицинской пиявки.
- Тип III. Микробные гиалуронидазы (гиалуронат-лиазы; элиминирующие гиалуронат-эндо-β-N-ацетилгексозаминидазы, КФ 4.2.99.1)

- Тип IIIa. Выделяется из многих видов бактерий (Clostridium perfringens, Proteus vulgaris, пневмококка, родов Streptococcus, Staphylococcus, Flavobacterium и др.).
- Тип IIIb. Выделяется из бактерий рода Streptomyces. Содержится в почве.

## Химические свойства

### Субстраты и ингибиторы
Субстратами гиалуронидаз могут являться следующие мукополисахариды: гиалуроновая кислота, хондроитин, хондроитин сульфаты, дерматан-сульфат, а также их олигосахаридные производные (от гексасахаридов и выше).
Дерматан-сульфат подвергается гидролизу гиалуронидазами в меньшей степени, поскольку выступает в роли как субстрата, так и ингибитора данного фермента. Также действие гиалуронидаз ингибируется некоторыми полианионами, схожими по структуре с субстратами (напр. гепарин, кератан-сульфат), и солями тяжёлых металлов (в наибольшей степени меди и железа).

### Ферментативная активность: реакции и условия

#### Тип I
Гидролизуют β-N-ацетилгексозаминидные связи субстрата. Конечными продуктами гидролиза являются тетрасахариды, имеющие аминосахар на восстанавливающем конце молекулы.
Кроме того, тестикулярная (Ia) и лизосомальная (Ib) Гиалуронидазы способны к трансгликозилазной активности, проявляющейся в перенесении дисахаридных фрагментов между молекулами субстрата.
Тестикулярная гиалуронидаза проявляет ферментативную активность в диапазоне рН 4,0 — 7,0. Для лизозомальной и субмандибулярной (Ic) гиалуронидаз такой диапазон более узок (3,5 — 4,5).
Собственно тестикулярная гиалуронидаза, в отличие от всех остальных гиалуронидаз, обладает высокой термической стабильностью и сохраняет ферментативную активность до 50 °C.

#### Тип II
Гидролизует β-глюкуронидные связи исключительно в гиалуроновой кислоте. Конечными продуктами гидролиза являются тетрасахариды, имеющие глюкуроновую кислоту на восстанавливающем конце молекулы.
Оптимальное значение рН для гиалуронидаз данного типа равно 6,0.

#### Тип III
Гидролизуют β-N-ацетилгексозаминидные связи субстрата, одновременно с этим дегидратируя по 4-й связи остаток уроновой кислоты на невосстанавливающем конце молекулы.
Конечными продуктами ферментативной реакции в случае гиалуронидазы типа IIIa являются дисахариды с аминосахаром на восстанавливающем конце молекулы.
В случае гиалуронидазы типа IIIb субстратом является исключительно гиалуроновая кислота, а конечными продуктами являются тетра- и гексасахариды с N-ацетилглюкозамином на восстанавливающем конце молекулы.
Оптимальные для проявления ферментативной активности микробных гиалуронидаз значения рН различаются в зависимости от природы субстрата: для сернокислых эфиров (хондроитин сульфаты, дерматан-сульфат) оптимальными являются значения рН 8,0 — 9,0, в то время как для гиалуроновой кислоты и хондроитина — значения в районе 6,8.

## Биологические функции
Большинство функций, которые выполняют гиалуронидазы в живой природе, связаны с их способностью увеличивать проницаемость тканей за счёт снижения вязкости мукополисахаридов, входящих в их состав.
Тестикулярная гиалуронидаза, содержащаяся в акросомах сперматозоидов млекопитающих, способствует процессу оплодотворения яйцеклетки. Гиалуронидазы ядов змей и насекомых, а также слюны пиявок увеличивают проницаемость капилляров в месте укуса.
Также гиалуронидазы выступают в качестве пищеварительного фермента (гиалуронидазы бактерий, слюны млекопитающих).
Повышенная активность гиалуронидазы характерна для многих клеточных линий метастазирующих злокачественных опухолей; делаются попытки использовать препараты, подавляющие эту активность, в качестве противоопухолевых средств.

## Применение

### В медицине
Гиалуронидазы в США и Европейских странах разрешены к применению для рассасывания подкожной жидкости при гиподермоклизе, для ускорения всасывания и диспергирования лекарств в подкожной ткани (в качестве адъюванта), для борьбы с экстравазацией, для стимулирования всасывания контрастных сред при ангиографии мочевыводящих путей. Также применяются для ускорения рассасывания гематом.
Кроме того, они иногда применяются вне стандартных протоколов англ. off-label для растворения филлеров с гиалуроновой кислотой (которые используются в косметологии), для лечение гранулёматозных реакций на инородное тело и при лечении некроза кожи, вызванного инъекциями филлера.
В качестве лекарственного средства в медицине используются главным образом препараты тестикулярной гиалуронидазы, синтезирумой в настоящее время искусственно, раннее добывавшейся из семенников крупного рогатого скота, также способствует увеличению объёма движений в суставах и предупреждению образования контрактур. Основное применение — при заболеваниях, сопровождающихся ростом соединительной ткани, в косметологии, а также для увеличения биодоступности лекарств и вакцин. Принятый ранее в фармакологической практике термин «лидаза» («lydase») в настоящее время не рекомендован к использованию в качестве синонима гиалуронидазы .
В процедурах экстракорпорального оплодотворения раствор тестикулярной гиалуронидазы применяют для удаления слоя фолликулярных клеток, окружающих яйцеклетку. Удаление слоя фолликулярных клеток необходимо для проведения микрохирургического оплодотворения — ИКСИ .
Стрептококковая гиалуронидаза используется при диагностике стрептококковых инфекций.
В последнее время разработаны препараты, в которых пролонгирование ферментативной активности гиалуронидазы достигается путём иммобилизации фермента на высокомолекулярных носителях.
Повышенное содержание гиалуронидазы в моче используется как один из биохимических маркеров рака мочевого пузыря.

### Прочее применение
Есть сведения о применении гиалуронидаз в кожевенном производстве .